# Campina (Belém)
Campina é um bairro histórico situado na cidade paraense de Belém do Pará (estado brasileiro do Pará); é o segundo mais antigo abrigando parte do centro histórico da capital paraense, que foi criado após o então bairro Cidade na época da Capitania do Grão-Pará. Assim muitas de seus casarões foram criadas no período colonial brasileiro, dispostas em quarteirões irregulares com ruas estreitas pavimentadas com pedras de lióz, além de possui pontos turísticos como: o Theatro da Paz (uma das sete maravilhas brasileiras), a Estação das Docas, o Ver-o-Peso, a Academia Paraense de Letras.   
Este bairro abriga o centro comercial da cidade, característica mantida desde o final do século XIX, que popularmente lhe atribuiu a denominação informal de Comércio, estampados em algumas de suas placas de ruas. No entanto a denominação oficial do bairro permanece Campina.  
Com o tombamento histórico-patrimonial, o bairro tornou-se uma área com empreendimentos imobiliários estagnados, enquanto novas áreas habitacionais mais atraentes surgiam (bairro de Nazaré), ganhando assim um aspecto mais comercial e turístico, permanecendo valorizado; com grande variedade de serviços, localização estratégica, o contato com o patrimônio histórico, a comodidade e, principalmente o fato do bairro ser ponto de passagem da procissão religiosa do Círio de Nazaré, responsáveis por ainda manter o metro quadrado da Campina entre os mais caros da capital paraense.
A primeira grande avenida da cidade foi aberta nesta região, nomeada 15 de Agosto, atualmente é uma das mais importantes da capital paraense (avenida Presidente Vargas em 1° 26′ 53,1″ S, 48° 29′ 55,2″ O). Onde estão as sedes de instituições financeiras e empresariais, configurando o coração financeiro. Apesar de ser o segundo bairro mais antigo de Belém, Campina concentra o maior número de imóveis históricos da capital paraense, abrigando centenas de casarões e sobrados que datam dos séculos XVIII e XIX; juntamente com o bairro da Cidade Velha, formam um Conjunto Arquitetônico e Centro Histórico de Belém, considerado um dos maiores e mais íntegros conjuntos urbanos do país tombados pelo Instituto do Patrimônio Histórico e Artístico Nacional (IPHAN) em 2011. O bairro destaca-se também pela grande quantidade de praças, sendo o local com maiores áreas de praças.
A intensa atividade comercial na porção norte da Campina, causa uma pequena presença de moradores, o que torna o local soturno as noites e madrugadas (insegurança). Apesar do tombamento, ainda existem problemas que dificultam a conservação do patrimônio; o principal deles, é a má utilização da área, onde casarões seculares são ocupados por estabelecimentos comerciais que descaracterizam essas construções, com uso de placas publicitárias obstruindo as fachadas, causando poluição visual, além da presença de camelôs de forma indiscriminada. Há também casarões que estão sendo destruídos virando estacionamentos clandestinos e, abandono dos proprietários contribuem ainda mais para a depredação da memória da cidade. 

## Toponímia
O topônimo "campina" foi devido a antiga formação geográfica da região, que inicialmente compreendia um terreno alagado e quase sem árvores próximo ao igarapé do Piry ou pântano. Para que está se tornasse apta a construções, foi necessário fazer vários aterramentos até que o solo ficasse firme, criando traçados tortuosos e desnivelados no bairro.

## História

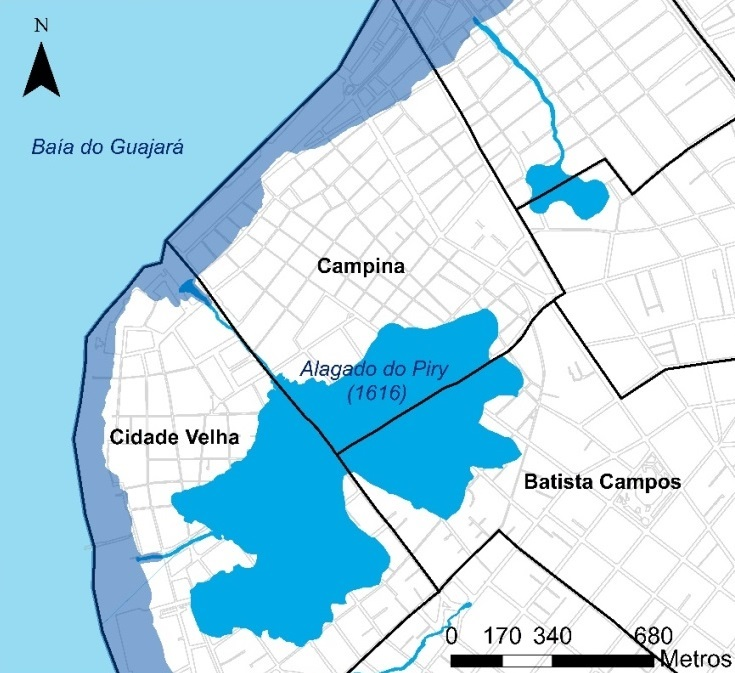
Incialmente o povoado era semelhante a uma ilha circundado pelo igarapé do Piry (alagado/pântano), que após aterrado ocorreu o crescimento dos bairros

Inicialmente a cidade de Belém era uma ilha circundado pelo alagado do Piry e seus afluentes, separado do "continente"  no contexto da Conquista do Pará (1615–1621) quando era apenas o povoado colonial português Feliz Lusitânia, onde ocorreu a fundação de Belém em 1616. A expansão do núcleo de ocupação belenense no Forte do Castelo para outras áreas em direção ao leste (os futuro bairros Cidade e Campina) ocorreu através de doações de terras aos colonos portugueses e as ordens religiosas. Com o crescimento da povoação, em 1626 o alagado/pântano do igarapé do Piry é transposto por uma ponte, surgindo assim na margem direita da baía um caminho com limite na aldeia do Una (a então praia da Campina), núcleo inicial da Campina posteriormente chamado de rua Direita dos Mercadores ou Direita da Cadeia (atual rua João Alfredo em 1° 27′ 14,2″ S, 48° 30′ 10,9″ O).
Em 1640, os mercedários (ordem religiosa espanhol) liderados pelo padres João da Mercê e Pedro de La Rua Cirne, à meio caminho entre a aldeia do Una e o bairro Cidade estabeleceram a Igreja das Mercês e o Convento dos Mercedários (1° 27′ 00,9″ S, 48° 30′ 03,4″ O), construida em taipa e coberta de palha (primeira instituição mercedária do Brasil), onde posteriormente desenvolveu-se o Largo das Mercês. Logo em seguida, os capuchinnhos (ordem religiosa italiana) junto com os indígenas fundaram a igreja e o Convento de Santo Antonio (atual Colégio Santo Antônio em 1° 26′ 54,4″ S, 48° 29′ 49,6″ O). Inicialmente a ocupação do bairro, que estava limitada a região próxima a então praia da Campina na baia do Guajará (posteriormente aterrada para criar a Rua da Praia, atual rua 15 de Novembro em 1° 27′ 12″ S, 48° 30′ 12,1″ O).
O interior do bairro da Campina era o alagadiço igarapé do Piry, que por muitos anos foi considerado um pântano, que somado ao pouco crescimento da população impediram a expansão da cidade. Por volta de 1676, colonos e agricultores açorianos chegaram na região e ajudaram a expandir o bairro, tendo assim a necessidade de abrir uma rua para abrigar os novos habitantes, denominada Rua São Vicente (atual rua Manoel Barata em 1° 27′ 20,4″ S, 48° 30′ 06,2″ O); a partir desse momento a cidade começa a apresentar um aumento populacional e o bairro começa a se distanciar do litoral com novas ruas. Na Campina a atividade comercial determinou este crescimento, formando o embrião do primeiro porto, que posteriormente em 1734 também seria o mercado de escravos, a cadeia e, o pelourinho da cidade. Nessa época, devido o crescimento populacional foram erguidas outras fortalezas para apoiar o Forte do Presépio, a Fortaleza da Barra e o Forte de São Pedro Nolasco (na atual Estação das Docas).
No século XVII a cidade de Belém ainda não era sede do governo, assim os governadores e os capitães-gerais alugavam as residencias dos moradores para repousar. Em seguida, ocuparam um palacete de pedra e cal nas próximidades do mercado do Ver-o-Peso, conforme registrado por Bettendorf em 1699, que foi chamado a "Casa da Residência" (residência oficial dos governadores), que era formado por 14 janelas com balaústres de madeira na fachada principal e três nas laterais. Um local que foi relevante na vida colonial, junto à mudança da sede do governo do Maranhão para o Pará neste mesmo século (XVIII).
Em 1803, a grande área do igarapé do Piry (em 1° 27′ 31,93″ S, 48° 29′ 58,66″ O) foi aterrado no governo do Conde dos Arcos, unindo a então ilha de "Santa maria de Belém do Grão-Pará" ao continente; o que determinou os rumos da evolução urbana da cidade, ocorrendo em seguida construções monumentais no bairro, principalmente pelas mãos do arquiteto Antonio Landi.
A principal atividade econômica de Belém no período colonial era a exportação de drogas do sertão, que eram determinadas especiarias extraídas das florestas, como castanha-do-pará, cupuaçu, canela, urucum e plantas medicinais. A única estrutura portuária da cidade neste período era a Doca do Ver-o-Peso, que atualmente é um grande complexo de mercados. Em 1774, a província do Grão-Pará foi desmembrada do Maranhão e a capital que antes era São Luís passou a ser Belém, fato que contribuiu ainda mais para o crescimento populacional. No início do século XIX o bairro ficou razoavelmente demarcado em dois setores: o Commércio, que era a parte litorânea e mais antiga do bairro e a Campina, a zona de aterramentos do Pântano de Piry. Entre 1835 e 1836 Belém tornou-se o theatrum da Guerra da Cabanagem, um levante popular revolucionário. Em 7 de janeiro de 1835 os rebeldes atacaram e ocuparam a capital da província em apenas um dia. Em agosto de 1835, os rebeldes invadiram a cidade novamente, e muitos embates e escaramuças foram travados pelas ruas e esquinas da cidade, inclusive no próprio bairro, luta essa que se estendeu por nove dias, encerrando após a retirada das tropas legalistas da cidade. O momento mais culminante dessa batalha foi o Embate dos Mercedários. Na época, o convento da Igreja das Mercês foi transformado em depósito de pólvora e armas, o que seria crucial para os cabanos. Durante o embate 800 cabanos morreram na ação, entre eles o líder Antônio Vinagre. Depois da evacuação das tropas imperiais, Belém foi sitiada e bombardeada até 13 de maio de 1836, quando Belém foi abandonada pelos cabanos e tropas legalistas retomaram a capital, a guerra pelo interior da província se estendera até 1840.

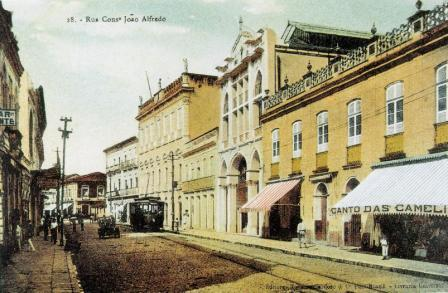
Rua Conselheiro João Alfredo no início do Século XX.

Após a guerra, Belém estava devastada e teve sua economia enfraquecida, assim como outras cidades da província. Mas o advento da Revolução Industrial Francesa (1760-1830) impulsionou a comercialização da borracha na segunda metade do século XIX. Ocorreu o aterramento da área praiana da baia do Guajará, localizada próxima a alfândega comercial, para criação em 1848 da primeira via pública de trânsito do tipo boulevard, denominada Rua Nova do Imperador (atual Boulevard Castilhos França). Uma das primeiras vias largas da cidade projetada com uma preocupação paisagística influênciada pelo Art Nouveau.

Entre 1860 e 1920, acontece o maior surto econômico da região, gerada pela riqueza da produção da borracha. O apogeu de Belém transcorre entre 1890 e 1912, época em que as construções da cidade seguiam padrão europeu, principalmente com traços culturais ligados a França, este Ra o período da Belle Époque em Belém. O bairro ganhou grandes obras de urbanização durante o governo do Intendente Antônio Lemos, que realizou obras de saneamento, calçamento de ruas e a criação dos sistemas de bondes elétricos. Com o início do ciclo econômico da borracha, a Doca do Ver-o-Peso já não atendia a quantidade de navios e embarcações que vinham a Belém, com isso foi construído o Porto de Belém (1909), com estrutura de ferro importada da Inglaterra, os primeiros três galpões foram concluídos em 1909 em um trecho de 120 m de cais e um armazém de 2 000 m² para carga geral, onde hoje está localizado a Estação das Docas. Enquanto os barões da borracha e famílias abastadas construíam seus palacetes em bairros distantes como Nazaré, Umarizal e Batista Campos, a Campina se configurou como centro comercial de Belém, característica que carrega até os dias de hoje.

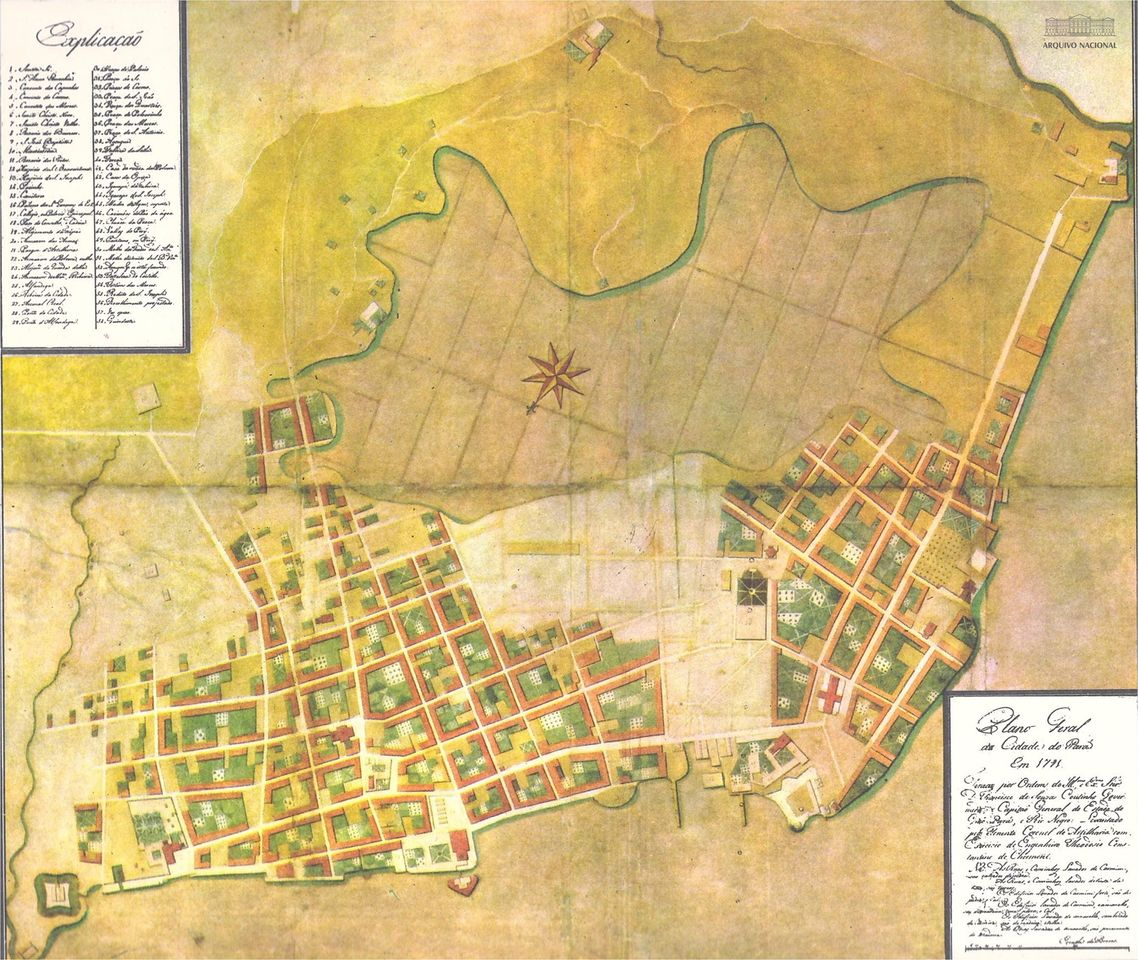
Mapa da cidade de Belém na década de 1791, apresentando os dois primeiros bairros: Cidade e Campina.

### Centro Histórico de Belém
O tombamento patrimonial da Campina e a expansão da área urbana local com o surgimento de vários outros bairros, gerou a criação de novos pólos urbanos e novas áreas habitacionais mais atraentes (como o bairro de Nazaré), tornando o bairro uma área onde os empreendimentos imobiliários ficaram estagnados (leis municipais proíbem a construção de edifícios no local), porém o velho centro ainda sobressai sobre a maioria dos demais bairros,  ganhando um aspecto mais comercial e turístico, atraindo grande números de pessoas que por ali circulam diariamente, seja para trabalhar no comércio, fazer feira, compras ou pagamentos.
De acordo com o Instituto do Patrimônio Histórico e Artístico Nacional (Iphan), o centro histórico de Belém é constituído pelos dois primeiros bairros da cidade: Cidade Velha e Campina, Juntos os dois bairros somam uma população de aproximadamente 18 284 moradores.
Apesar do tombamento, ainda existem muitos problemas que dificultam a conservação do patrimônio; o principal deles, é devido a má utilização da área do Centro Comercial, onde casarões seculares são ocupados por estabelecimentos comerciais que em muitos casos, modificam e descaracterizam essas construções. Outra adversidade é a grande poluição visual, com quantidade abusiva de placas publicitárias das lojas obstruindo as fachadas e, presença de camelôs com bancas improvisadas, invadem indiscriminadamente o leito das ruas e calçadas, onde ocorre a concentração de pessoas.
Casarões também estão sendo destruídos virando estacionamentos clandestinos, o abandono dos proprietários contribuem ainda mais para a depredação da memória da cidade. O velho centro comercial possui poucos moradores, o que deixa suas ruas desertas e causa sensação de insegurança em seus pedestres durante a noite.
Por conta da intensa atividade comercial na porção norte da Campina, há grande movimentação de pessoas e veículos durante o dia, porém a presença de muitas lojas causa uma pequena presença de moradores, o que torna o local soturno as noites e madrugadas, causa sensação de insegurança nos pedestres durante a noite.

## Geografia
O bairro faz limites com a Baía do Guajará ao norte, o Reduto a leste, a Cidade Velha a oeste e Nazaré e Batista Campos ao sul. Campina possui uma área de 95,8 hectares e uma população de 6 156 habitantes segundo dados do IBGE em 2010. O bairro tem 87 Quarteirões, cinco avenidas, dezesseis ruas e doze travessas. Faz parte do Centro Histórico de Belém, localizado na Zona Centro-Sul da cidade, no Distrito Administrativo do Centro de Belém (Áreas nobres segundo o IBGE).

## Principais logradouros
A primeira grande avenida da cidade foi aberta no bairro da Campina (Comércio), com a denominação de avenida 15 de Agosto, (atual avenida Presidente Vargas), hoje é uma das mais importantes vias da capital paraense. Onde estão concentradas algumas instituições financeiras, como as sedes de bancos: Banco da Amazônia, Banco do Estado do Pará e Banco do Brasil, a sede regional do Ministério da Fazenda, a do Banco Central e da Associação Comercial do Pará, além de prédios com representações de empresas, configurando dessa forma o coração financeiro da capital do Pará. Apesar de ser o segundo bairro mais antigo de Belém, Campina concentra o maior número de imóveis históricos da capital paraense, abrigando centenas de casarões e sobrados que datam dos séculos XVIII e XIX. A Campina juntamente com parte do bairro da Cidade Velha, forma o Centro Histórico de Belém, um dos maiores e mais íntegros conjuntos urbanos do país tombados pelo Instituto do Patrimônio Histórico e Artístico Nacional em 2011. O bairro destaca-se também pela grande quantidade de praças, sendo o bairro de Belém com maiores áreas de praças. Por conta da intensa atividade comercial na porção norte da Campina, é uma grande movimentação de pessoas e veículos durante o dia, porém essa atividade comercial causa uma pequena presença de moradores, o que torna o local soturno as noites e madrugadas.
Lista das principais vias e avenidas:
- Avenida Presidente Vargas: primeira grande avenida da cidade, é o coração financeiro da capital paraense, abrigando sedes de diversas instituições e bancos. A via é bastante arboriza e possui um grande túnel de mangueiras.
- Boulevard Castilhos França: inicialmente Rua Nova do Imperador, é margeante a Baía de Guajará, nela estão algumas praças, parte do Porto de Belém e a Sede da Companhia Docas do Pará. Há também pontos turísticos como o Ver-o-Peso, a Estação das Docas e casarios históricos.
- Avenida Portugal: via onde localiza-se a pedra do peixe, praça do relógio e, a prefeitura.
- Rua Conselheiro João Alfredo: via mais importante da cidade no período colonial, inicialmente Estrada dos Mercadores e mais tarde Rua da Cadeia.
- Rua Gaspar Viana: Nela está a Igreja das Mercês, já foi chamada de Rua do Açougue e tempos depois Rua da Indústria.
- Rua 15 de Novembro: inicialmente chamava-se Rua da Praia, por estar margeante a Praia da Campina, no então Brasil Império chamou-se Rua Imperatriz e no período republicano recebeu a atual denominação, em homenagem a Proclamação da República.
- Rua 13 de Maio: homenagem a data em que tropas legalistas retomaram a cidade que estava sob domínio dos rebeldes cabanos.
- Travessa Padre Eutíquio: principal transversal do bairro, liga o Centro Comercial aos bairros de Batista Campos e Condor.
- Travessa Frutuoso Guimarães
- Travessa Padre Prudêncio
- Travessa Campos Sales
- Travessa Leão XIII
- Praça da República: antigo cemitério e depósito de pólvora, é a mais importante praça de Belém, abriga dois teatros, três coretos históricos e a feira de artesanato.
- Praça Waldemar Henrique: é caracterizada por ser uma praça temática, há uma concha acústica, que serve como palco de diversos eventos.
- Praça das Mercês: Palco de batalhas da cabanagem, possui um monumento de bronze que homenageia o governador do Pará, Doutor Malcher.
- Praça da Bandeira
- Praça dos Estivadores

## Turismo
Tombado pelo Instituto do Patrimônio Histórico e Artístico Nacional – IPHAN, o bairro tem nítida vocação turística em relação ao seu patrimônio histórico e cultural. Outro fator que aquece a economia de turismo da área é a grande quantidade de hotéis e pousadas espalhadas pelo bairro, concentradas principalmente em lugares próximos a Praça da República e na Avenida Presidente Vargas. Grande parte do trajeto da maior manifestação religiosa do mundo, o Círio de Nossa Senhora de Nazaré cruza vias como a Avenida Presidente Vargas, Avenida Marechal Hermes e Avenida Boulevard Castilho França↑ . Entre os diversos pontos de interesse do bairro, destacam-se:
- Theatro da Paz – Magnífico e requintado teatro em estilo neoclássico, é uma das sete maravilhas do Brasil, construído com dinheiro advindo ciclo da borracha e concluído em 1878, foi batizado em alusão ao fim da Guerra do Paraguai. Destacam-se na construção materiais e objetos trazidos da Europa, como os lustres e estátuas de bronze francês, o piso português e a escadaria de mármore italiano.
- Estação das Docas – O antigo porto do início do século XX foi restaurado para servir de espaço turístico. Os seus três armazéns de ferro com estrutura inglesa foram transformados em centro de entretenimento com lojas de artesanato, restaurantes, cervejaria, teatro e centro de exposições.
- Complexo Ver-o-Peso – Formado pelo Mercado Francisco Bolonha, o Mercado de Ferro, o Solar da Beira e mais de 1.500 feiras, conferiram o Ver-o-Peso como a maior feira livre da América Latina.  A estrutura que antes era um antigo porto fiscal criado em 1627, se converteu como ponto de comercialização no final do Século XIX↑ .
- Igreja de Santana – Construção inicial de 1762 e aberta em 1782, todo seu projeto é atribuído ao arquiteto italiano Antônio Landi. A igreja possui estilo italiano marcante, lembrando igrejas venezianas, tendo uma bela cúpula central. Sofreu uma reforma externa em 1839 e foram incluídas em seu projeto duas torres que não eram originais.

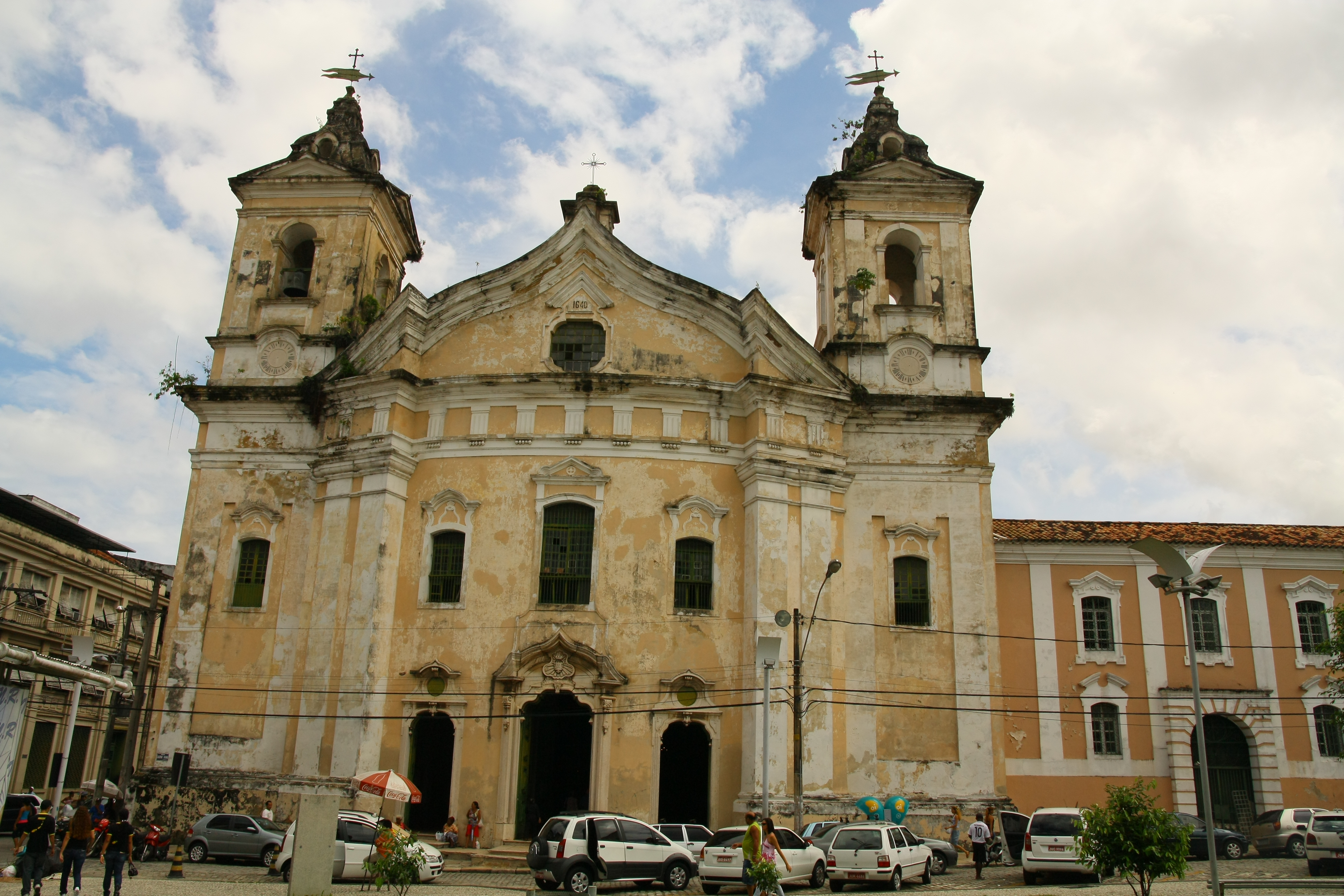
Igreja das Mercês e Convento dos Mercedários

- Igreja das Mercês – Uma das raras igrejas do Brasil que possuem fachada em perfil convexo, o complexo dos Mercedários contemplava o convento e a igreja contigua do ao prédio. Concluída em 1763 com ajuda do arquiteto Antônio Landi, abrigou a ordem religiosa dos mercedários até sua expulsão do Pará, deixando um grande espólio de obras bibliográficas. A igreja também foi palco de lutas sangrentas da Cabanagem.
- Igreja do Rosário dos Homens Pretos – Construída pela Irmandade do Rosário dos Homens Pretos, a igreja em estilo árabe e tem indícios que atribuem sua arquitetura ao arquiteto Landi. A edificação atual foi concluída em 1796. Em seu largo foi enterrado o líder cabano Antônio Vinagre, morto em combate em agosto de 1835.
- Capela e Convento de Santo Antônio – A capela e o convento são exemplares da cultura artística ibérica e franciscana do século XVIII. A sua estrutura severa e sólida, foi erguida à margem da baia do Guajará e a atual distância entre o prédio e a baia se deve ao aterro e reconstrução realizada em 1736. Este templo guarda uma vasta coleção de azulejos portugueses. O convento foi construído em 1743 e a capela em 1754.
- Capela Bom Jesus dos Passos – Erguida em 1784, está situada no burburinho do centro histórico. A capela apresenta traços característicos de Landi, sendo está uma construção de pequenas dimensões.
- Cine Olímpia – É o cinema mais antigo do Brasil em funcionamento, construído em 1912, nos tempos áureos da borracha, foi frequentado por personalidades importantes da cidade, entrou em declínio com a modernização da cidade e a construção de shoppings, sendo adquirido pela prefeitura para funcionar como espaço cultural.

## Cultura

### Patrimônio Histórico
Segundo bairro mais antigo da cidade de Belém, Campina possui a maior quantidade de imóveis históricos da capital paraense, reunindo centenas de casarões e sobradados azulejados que datam dos séculos XVIII, XIX e XX. Por conta desses valiosos casarões centenários, o bairro juntamente com parte da Cidade Velha foi tombado pelo IPHAN em 2011, formando assim o Centro Histórico de Belém, um dos maiores e mais íntegros conjuntos urbanos do país. Mas apesar do tombamento, os vários problemas para a conservação desse sítio histórico continuam existindo. Poluição visual, ocupação desordenada de vendedores ambulantes em ruas e calçadas, demolição de casarões para ceder lugar a estacionamentos clandestinos, abandono de proprietários e descaso das autoridades. Apesar de ainda hoje o bairro possuir uma vasta quantidade de imóveis e construções históricas, muitos já desapareceram, O maior exemplo dessas construções que já foram perdidas é a Fábrica de Chocolates Palmeira, fundada em 1882, ficava localizada próxima a Igreja de Santana, foi demolida na década de 80.

## Economia
Há no bairro 16 agências bancárias, três agências de correios, três hospitais e um centro de saúde, cinco grandes farmácias e uma delegacia. Também estão na Campina duas escolas tradicionais de Belém, o particular Colégio Santo Antônio e o público Colégio Paes de Carvalho. Em seu centro comercial existem milhares de estabelecimentos comerciais e vendedores ambulantes que comercializam produtos variados. Há também três shoppings populares, dois mercados mercado (Mercado Bolonha e Mercado de Ferro) e uma feira (Ver-o-Peso).

## Tombamentos municipais
Relação de imoveis tombados no município de Belém e distritos pela Fundação Cultural do Município de Belém (Lei 7709/1994):
| LOCAL                                                                               | BAIRRO            | FUNDAÇÃO | COORDENADAS                   | REF                  |
| ----------------------------------------------------------------------------------- | ----------------- | -------- | ----------------------------- | -------------------- |
| Usina de cremação de lixo de Belém                                                  | Cremação          | 1897     | 1° 27′ 48″ S, 48° 28′ 36″ O   | [ 32 ] [ 33 ] [ 31 ] |
| Chácara Bem-Bom                                                                     | Marco             |          | 1° 26′ 10″ S, 48° 27′ 29,5″ O | [ 31 ]               |
| Bosque Rodrigues Alves                                                              | Marco             | 1883     | 1° 25′ 50″ S, 48° 27′ 25″ O   | [ 31 ]               |
| Residência Bittencourt                                                              | Marco             |          | 1° 26′ 40″ S, 48° 27′ 52″ O   | [ 31 ]               |
| Centro Histórico de Belém                                                           |                   |          | 1° 27′ 16″ S, 48° 30′ 21″ O   | [ 31 ]               |
| Cemitério da Soledade                                                               | Batista Campos    | 1850     | 1° 27′ 27″ S, 48° 29′ 24″ O   | [ 31 ]               |
| Biblioteca Avertano Rocha ou Chalé Tavares Cardoso                                  | distrito Icoaraci | 1880     | 1° 18′ 02″ S, 48° 29′ 21″ O   | [ 31 ]               |
| Companhia de Desenvolvimento e Administração da Área Metropolitana de Belém (CODEM) | Nazaré            |          | 1° 27′ 08″ S, 48° 29′ 12″ O   | [ 31 ]               |
| Conjunto Arquitetônico da Avenida Senador Lemos (nº 465, 475, 483 e, 493)           | Umarizal          |          | 1° 26′ 20″ S, 48° 29′ 19″ O   | [ 31 ]               |
| Escola Benvinda de França Messias                                                   | São Brás          | 1951     | 1° 27′ 01″ S, 48° 28′ 07″ O   | [ 31 ] [ 34 ]        |
| Mercado de São Brás                                                                 | São Brás          | 1911     | 1° 27′ 05″ S, 48° 28′ 07″ O   | [ 31 ]               |
| Horto Municipal e Chalé da Praça Milton Trindade                                    | Batista Campos    | 1897     | 1° 27′ 29″ S, 48° 29′ 14″ O   | [ 31 ] [ 35 ]        |
| Palacete Bolonha                                                                    | Nazaré            | 1905     | 1° 27′ 07″ S, 48° 29′ 27″ O   | [ 31 ] [ 36 ]        |
| Universidade Federal Rural da Amazônia (UFRA)                                       | Montese           | 1951     | 1° 27′ 31″ S, 48° 26′ 04″ O   | [ 31 ]               |